# ムクナ・ベネッティ

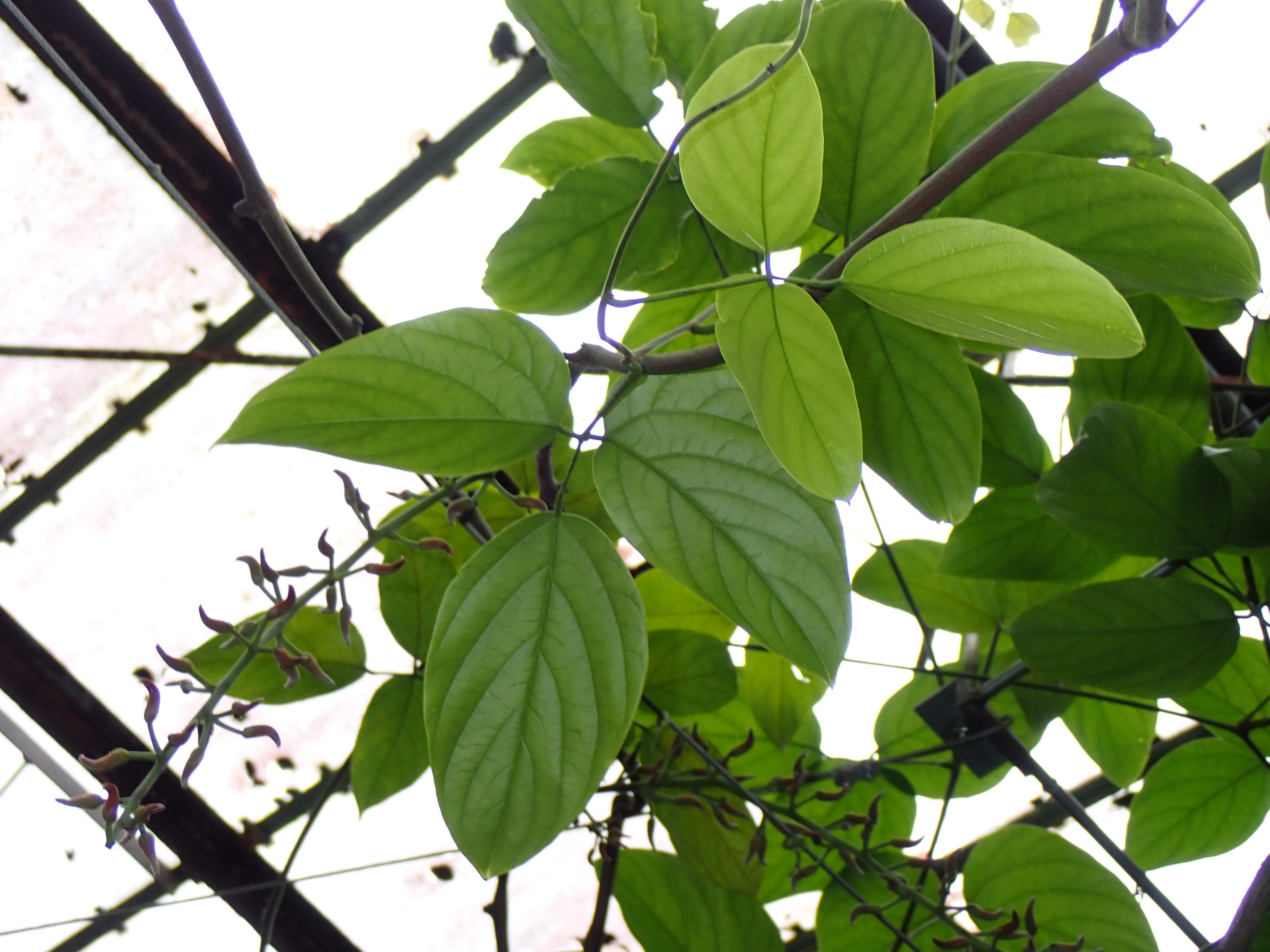
三出複葉（2024年11月 名古屋市 東山動植物園）

ムクナ・ベネッティ（学名：Mucuna bennettii）はマメ科トビカズラ属の常緑つる植物。ヒスイカズラを赤くしたような大きな花を咲かせる。

## 特徴
つるは20 m以上に長く伸び、木質化する。葉は3出小葉で、各小葉は卵形～長楕円形、革質で表面は滑らかで光沢がある。総状花序は下垂し、長さ30–60 cmに達する。各花は鮮やかな赤色で長さ10 cm以上となり、形は鎌状で爪に似る。染色体数は2n=22。

## 原産地
文献ではニューギニア島とされることが多い。POWOではインドネシア東部のスラウェシ島～パプアニューギニア、ソロモン諸島、バヌアツ原産で、マレー半島へ導入とされている。

## 利用
熱帯性つる性植物の中でも最も美しい種に挙げられるが、冬越しに15℃以上必要で、植物体が大型になることから、温帯では植物園の大型温室で栽培される。秋に開花情報が公開されることがある。繁殖は挿し木、取り木、実生による。